# Principiul relativității
Principiul relativității este un criteriu de judecare a teoriilor fizice, care afirmă că acestea nu sunt corecte dacă nu enunță aceleași legi ale fizicii în anumite situații similare între ele. Aceste tipuri de principii au fost aplicate cu succes în știință, fie implicit (ca în mecanica newtoniană) fie explicit (ca în teoriile lui Albert Einstein, a relativității restrânse și generale).

## Principiul relativității restrânse
Principiul relativității restrânse afirmă că legile fizicii trebuie să fie identice în toate sistemele de referință inerțiale, dar că acestea pot varia între sistemele de referință neinerțiale. A fost folosit atât în mecanica newtoniană cât și în relativitatea restrânsă; în cea de-a doua, influența sa a fost atât de puternică încât Max Planck a botezat teoria după acest principiu. 
Principiul forțează legile fizice să fie aceleași în orice vehicul care se deplasează cu viteză constantă și în orice vehicul în repaus. O consecință este aceea că observatorul dintr-un sistem de referință inerțial nu poate determina o viteză sau direcție absolută a deplasării sale prin spațiu; pot vorbi doar de deplasarea relativă la un alt obiect.
Principiul nu extinde această proprietate la sistemele de referință neinerțiale deoarece aceste sisteme, în experiența generală, nu se comportă conform acelorași legi ale fizicii -- de exemplu, oamenii simt forțe fictive când sistemul lor de referință este accelerat. 

### În mecanica newtoniană
Principiul relativității restrânse a fost enunțat explicit pentru prima oară de Galileo Galilei în 1639 în lucrarea sa Dialog privind cele două mari sisteme ale lumii, folosind metafora corabiei lui Galilei.  
Mecanica newtoniană a adăugat principiului relativității câteva alte concepte -- diferite legi și o presupunere privind existența unui timp absolut. Când este formulat în contextul acestor legi, principiul relativității afirmă că legile fizicii sunt invariante sub o transformare galieleiană.

### În teoria relativității restrânse
Spre sfârșitul secolului al XIX-lea, Henri Poincaré a sugerat că principiul relativității este valabil pentru toate legile naturii. Joseph Larmor și Hendrik Lorentz au descoperit că ecuațiile lui Maxwell, piatra de temelie a electromagnetismului, erau invariante doar printr-o anume modificare a unităților de timp și lungime. Aceasta a creat multă confuzie printre fizicieni, mulți dintre aceștia crezând că un eter luminifer este incompatibil cu principiul relativității. 
În lucrarea lor din 1905 privind electrodinamica, Henri Poincaré și Albert Einstein au explicat că, folosind transformările Lorentz principiul relativității este perfect valabil. Einstein a ridicat principiul relativității la rang de axiomă a teoriei și a calculat transformările Lorentz din primul principiu. Au renunțat la ideea de timp absolut și au pus condiția ca viteza luminii în vid să fie aceeași pentru toți observatorii, indiferent de starea lor de mișcare sau de starea de mișcare a sursei de lumină. Ultima a fost cerută de ecuațiile lui Maxwell, care implică constanța vitezei luminii în vid. 
Forța teoriei relativității restrânse stă în faptul că este elaborată pe baza unor principii simple, elementare, printre care invarianța legilor fizicii la schimbarea sistemelor de referință inerțiale.